# 민난어
민남어(중국어 정체자: 閩南語, 간체자: 闽南语, 백화자: Bân-lâm-gú/Bân-lâm-gí, 타이뤄: Bân-lâm-gú/Bân-lâm-gí, 민핀: Bbánlámggǔ/Bbánlámggǐ, IPA(민난어): [ban˨˨ lam˨˨ gu˥˧]/[ban˨˨ lam˨˨ gɨ˥˥]/[ban˧˧ lam˧˧ gi˥˩], 한어 병음: Mǐnnányǔ)는 중국어의 한 방언으로, 주로 중국 푸젠성과 대만에서 쓰인다. ‘민’(閩)은 푸젠(福建, 복건)을 간략히 일컫는 말이다. 전통적으로는 8개, 지역에 따라 7~8개의 성조가 존재한다. 광둥어와 마찬가지로 입성(入聲)이 존재한다.

## 분류

### 지리적 구분
언어가 사용되는 지리적 위치에 따라서 다음과 같이 구분된다.
- 푸젠에서
  - 장주어 (漳州語)
  - 천주어 (泉州語)
  - 하문어 (廈門語)
- 푸젠 밖에서
  - 대만어 (臺灣語; 중국어 정체자: 臺語, 병음: Táiyǔ; 중국어 정체자: 臺灣話, 병음: Táiwānhuà)
  - 조주어 (潮州語)

하문어는 장주어와 천주어를 기본으로 한 코이네 방언이다.

### 방언
방언에 따라서는 크게 두 분류로 나뉜다.
- 천장 방언(泉漳片) = 복건어(Hokkien): 취안저우어, 장저우어, 타이완어, 샤먼어 등
- 조산 방언(潮汕片): 차오저우어, 산터우어 등

## 같이 보기
- 민어
- 중국어